# 천일여객
천일여객(天一旅客)은 천일여객그룹 산하 경상남도의 시외버스 자회사이다. 주사무소는 부산광역시 사상구 사상로 201 (괘법동)에 있으며, 차적지는 밀양시와 창원시다.
방계 회사로는 고려여객, 밀양교통 등이 있다. 천일고속과는 2009년 계열분리 후 친인척 관계로 있다.

## 역사
- 1976년 2월 1일: 당시 같은 계열사였던 천일여객자동차(현 천일고속)로부터 분사. 부산을 기점으로 하는 시외버스로 시작.
- 1981년: 북구 감전동에 정비공장을 설립했다. 같은해인 9월에 관광사업발전 기여업체 수상한데 이어, 10월 28일에는 창녕에 2급 자동차정비공장을 설립했다.
- 1982년 9월: 부산서부시외버스터미널과 부곡버스터미널[2]을 설립했다.
- 1985년 2월: 부산서부시외버스터미널과 완공.
- 1987년 11월 19일: 밀양버스터미널을 건립했고, 다음해인 1988년 감사패를 수상하였다.
- 1994년: 박남수 회장이 국민훈장 목련장을 수상하게 되었다.
- 1997년과 1998년도에 서울 ~ 통영, 서울 ~ 김해노선이 고속버스로 인가
- 2005년: 같은 계열사였던 밀성여객을 계열분리
- 2009년: 같은 계열사였던 천일고속이 독립하면서 천일여객그룹이 되었다.

## 운행 노선
2015년 12월 기준이다.
| 운행업체 | 보유 노선수 | 보유 노선수 | 보유 노선수 | 보유 노선수 | 면허 대수 | 면허 대수 | 면허 대수 | 면허 대수 | 면허 대수 | 면허 대수 |
| -------- | ----------- | ----------- | ----------- | ----------- | --------- | --------- | --------- | --------- | --------- | --------- |
| 운행업체 | 노선 합계   | 직행        | 일반        | 고속        | 대수 합계 | 직행      | 일반      | 고속      | 우등      | 임시      |
| 천일여객 | 47          | 44          | -           | 3           | 104       | 74        | -         | 2         | 18        | 10        |

### 고속버스
2019년 4월 기준이다. 모든 노선이 시외버스에서 고속버스로 전환된 노선이다.
| 운행 노선   | 공동 운행사             | 운행구간 | 운행구간 | 운행구간 | 경유지           | 운행 대수 | 운행 대수 | 운행 대수 | 비고 |
| 운행 노선   | 공동 운행사             | 운행구간 | 운행구간 | 운행구간 | 경유지           | 일반      | 우등      | 고급      | 비고 |
| ----------- | ----------------------- | -------- | -------- | -------- | ---------------- | --------- | --------- | --------- | ---- |
| 서울 ↔ 김해 | 고려여객                | 서울경부 | ↔        | 김해     | 선산휴게소, 장유 | 1         | 9         | 1         |      |
| 서울 ↔ 통영 | 고려여객                | 서울경부 | ↔        | 통영     | 인삼랜드휴게소   | 1         | 7         | 1         |      |
| 성남 ↔ 통영 | 고려여객 금호속리산고속 | 성남     | ↔        | 통영     | 인삼랜드휴게소   | -         | 2         | -         |      |

### 시외버스
서울남부버스터미널(서초동) 출발 노선
- 남서울 → 부곡(현풍, 창녕, 영산 경유)
- 남서울 → 남지(현풍, 창녕 경유)
- 남서울 → 용원(진해, 진해경찰서 경유, 고려여객, 경전여객과 공동운행)
- 남서울 → 서부산(장유 경유와 남지 경유로 나뉨, 고려여객과 공동운행)
- 남서울 → 마산남부(동일고속과 공동운행)

부산서부시외버스터미널(부산사상) 출발 노선
- 서부산 → 거창(현풍, 고령, 가조 경유, 고려여객과 공동운행)
- 서부산 → 창녕(일부시간대 서대구까지 운행, 고려여객과 공동운행)
- 서부산 → 마산(고려여객, 신흥여객, 과 공동운행)
- 서부산 → 창원(신흥여객과 공동운행, 심야시간대 남산동, 정우상가, 마산 경유)
- 서부산 → 포항(경주 경유, 금아여행, 아성고속, 천마고속, 고려여객과 공동운행)
- 서부산 → 인천국제공항 (송도 경유, 경남고속, 고려여객과 공동운행)

창원 출발 노선
- 창원 → 인천(마산 경유, 고려여객, 대원고속, 경남고속과 공동운행)
- 창원 → 인천국제공항(마산 경유, 일부시간대 송도국제도시 경유, 경북고속, 경남고속과 공동운행)
- 창원 → 안산(수원, 오산, 마산 경유, 경북고속, 경남고속, 고려여객과 공동운행)
- 창원 → 고양(부천, 마산 경유, 경기고속, 경남고속과 공동운행)
- 창원 → 부산 (심야시간대 남산동, 정우상가 경유)

마산 출발 노선
- 마산 → 남지 → 창녕 → 현풍(직통과 완행으로 나뉨, 심야운행시 서대구까지 운행, 고려여객과 공동운행)
- 마산 → 구미 (복지상가, 구미공단 경유, 코리아와이드진안과 공동운행)
- 마산 → 부산 (신흥여객, 고려여객, 해운대고속, 부산교통과 공동운행)

서대구 출발 노선
- 서대구 → 통영(남마산, 배둔, 고성 경유와 남마산 미경유로 나뉨, 고려여객과 공동운행)
- 서대구 → 창원(직통과 마산 경유로 나뉨, 고려여객과 공동운행)
- 서대구 → 서부산(현풍, 창녕, 남지 경유, 고려여객과 공동운행)
- 서대구 → 마산(고려여객과 공동운행)
- 서대구 → 창녕(고려여객과 공동운행)
- 서대구 → 부곡(현풍. 창녕, 영산 경유, 고려여객과 공동운행)
- 서대구 → 김해(현풍, 창녕, 영산, 부곡 경유)

고현 출발 노선
- 고현 → 동서울(통영 경유, 경북고속, 경원여객과 공동운행)

## 운행 차량
전 차량이 기아의 차종으로 운행하고 있다.
- 기아 뉴 그랜버드 이노베이션 션샤인
- 기아 뉴 그랜버드 이노베이션 파크웨이
- 기아 뉴 그랜버드 이노베이션 그린필드
- 기아 뉴 그랜버드 이노베이션 실크로드 (프리마엄)
- 기아 그랜버드 슈퍼프리미엄 파크웨이
- 기아 그랜버드 슈퍼프리미엄 실크로드 (프리마엄)
- 기아 그랜버드 슈퍼프리미엄 션샤인